# Mike Doyle (aktor)
Mike Doyle, właśc. Michael Doyle (ur. 16 września 1972) – amerykański aktor filmowy, teatralny i telewizyjny, znany między innymi z roli Ryana O’Hallorana, technika kryminalistycznego w serialu NBC Prawo i porządek: sekcja specjalna (Law & Order: Special Victims Unit, 2002–2009).

## Życiorys
Uzyskał tytuł magistra ekonomii na Georgetown University. Ukończył prestiżową uczelnię artystyczną Juilliard School of Drama. W latach 1994–1998 był członkiem zespołu aktorskiego Group 27.
W 1994 po raz pierwszy trafił na szklany ekran w jednym z odcinków serialu ABC Afterschool Special – pt.: „Magical Make-Over” z Amy Hargreaves. W telewizyjnym melodramacie ABC U kresu raju (A Loss of Innocence, 1996) zagrał postać przyrodniego brata młodego pianisty (Rob Estes) zaręczonego z Chel (Jennie Garth). W dwuczęściowym filmie telewizyjnym Titanic (1996), nadanym przez CBS, wystąpił w roli młodego włóczęgi, Jamiego Perse’a. Pojawił się jako Adam Guenzel w czterech odcinkach serialu HBO Oz (2002).
Znalazł się też w obsadzie komediodramatu Na skróty do szczęścia (Shortcut to Happiness, 2003) z Alekiem Baldwinem, Anthonym Hopkinsem i Danem Aykroydem, komedii romantycznej Pozew o miłość (Laws of Attraction, 2004), filmie akcji Widmo z głębin (Tides of War aka Phantom Below, 2005) jako komandor podporucznik Tom Palatonio, komedii 29th and Gay (2005) jako Andy Griffith i krótkim metrażu Room Service (2005) jako Stone.
W 2006 zadebiutował jako reżyser i scenarzysta. Dramat krótkometrażowy Shiner miał premierę na Tribeca Film Festival, gdzie zdobył nominację do Nagrody Jurorów dla najlepszego krótkiego metrażu.
Pojawił się także w filmach: Między światami (Rabbit Hole, 2010), Green Lantern (2011), Union Square (2011) i Gejbi (Gayby, 2012).
W serialu CBS A Gifted Man (2011–2012) grał anestezjologa Victora Lantza. Clint Eastwood obsadził go w filmie biograficznym Jersey Boys (2014), w roli wokalisty, tancerza i autora piosenek, Boba Crewe’a. W dreszczowcu Karyn Kusamy Zaproszenie (The Invitation, 2015) wcielił się w homoseksualnego Tommy’ego. W horrorze Ostatnia klątwa (Johnny Frank Garrett’s Last Word, 2016) grał ławnika sądowego, Adama Redmana. Pojawiał się jako Brad w serialu telewizyjnym The Accidental Wolf (2017).
Dla teatru Doyle pracował w The New Century w Lincoln Center Theatre, Gross Indecency: The Three Trials of Oscar Wilde (Niezdecydowanie Grossa: Trzy próby Oscara Wilde’a) na Mark Taper Forum w Los Angeles i komedie off-broadwayowskie Saved or Destroyed i Second. Jego inne prace teatralne obejmują produkcje Betrayed, Burning Blue, It Runs in the Family (To działa w rodzinie), Measure for Measure i Our Town.

## Życie prywatne
Doyle otwarcie przyznał się do bycia osobą homoseksualną. Był związany z aktorem Andrew Rannellsem.

## Nagrody i nominacje
| Rok  | Nagroda                               | Kategoria                                 | Film   | Rezultat  |
| ---- | ------------------------------------- | ----------------------------------------- | ------ | --------- |
| 2006 | Nagrody Jurorów Tribeca Film Festival | Najlepszy reżyser filmu krótkometrażowego | Shiner | Nominacja |

## Filmografia

### Filmy fabularne
- 1996: U kresu raju (A Loss of Innocence, TV) jako Jens Eriksen
- 1996: Titanic (TV) jako Jamie Perse
- 2003: Na skróty do szczęścia (Shortcut to Happiness)
- 2004: Pozew o miłość (Laws of Attraction) jako Michael Rawson
- 2007: P.S. Kocham cię (P.S. I Love You) jako Leprechaun
- 2010: Między światami (Rabbit Hole) jako Craig
- 2011: Green Lantern jako Jack Jordan
- 2014: Nie jesteś sobą (You're Not You) jako Tom

### Seriale TV
- 1999: Ostry dyżur (ER) jako Michael McKenna
- 2000: Seks w wielkim mieście (Sex and the City) jako Mark
- 2002: Oz jako Adam Guenzel
- 2002–2009: Prawo i porządek: sekcja specjalna (Law & Order: Special Victims Unit) jako Ryan O’Halloran
- 2003: Nie ma sprawy (Ed) jako Joel McHale
- 2009: Terapia (In Treatment) jako Bennett Ryan
- 2010: Zabójcze umysły (Criminal Minds) jako zastępca Ronald Boyd
- 2011: Lights Out jako Doktor Brennan
- 2011–2012: A Gifted Man jako Victor Lantz
- 2012: 666 Park Avenue jako Frank Alpern
- 2012: Żona idealna jako oficer Mallen
- 2013: Shameless – Niepokorni jako Lanier
- 2014: Rush jako dr Griffin Wagner
- 2014: Unforgettable: Zapisane w pamięci jako John Hibbert
- 2014: Czarna lista (The Blacklist) jako Patrick Chandler
- 2015: Blindspot: Mapa zbrodni jako Nathan Williams
- 2016: Conviction jako Rodney Landon